# 埃莱特
埃莱特（法語：Hélette，法語發音：[elɛt]）是法国大西洋比利牛斯省的一个市镇，属于巴约讷区。

## 地理
埃莱特（43°18'30"N, 1°14'39"W）面积23.45 平方千米，位于法国新阿基坦大区大西洋比利牛斯省，该省份为法国东南部省份，涵盖了贝阿恩与北巴斯克，西临大西洋比斯開灣，北至朗德省，东北接热尔省，东临上比利牛斯省，南与西班牙接壤。
与埃莱特接壤的市镇（或旧市镇、城区）包括：阿尔芒达里茨、阿耶尔、伊奥尔迪、伊里萨里、马凯、芒迪永德、奥塞斯、圣埃斯特邦。

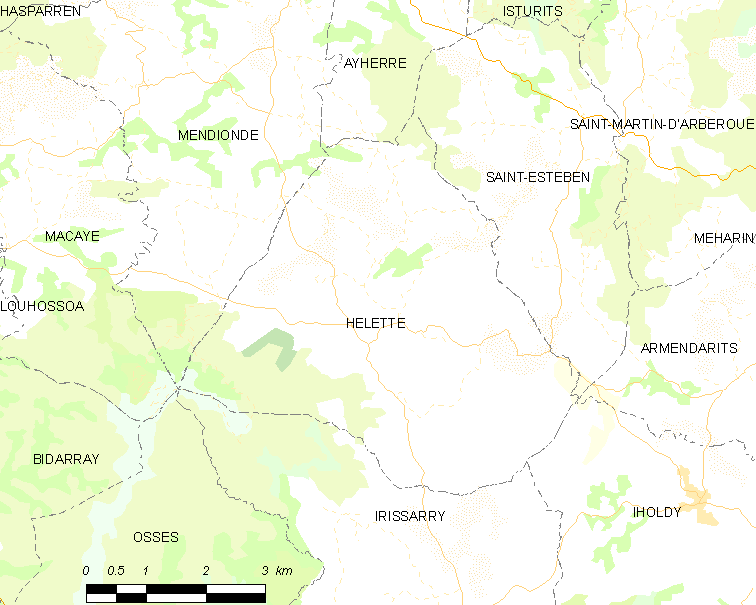
埃莱特的OSM定位图

埃莱特的时区为UTC+01:00、UTC+02:00（夏令时）。

## 行政
埃莱特的邮政编码为64640，INSEE市镇编码为64259。

## 政治
埃莱特所属的省级选区为比达什地区-阿米库塞-奥斯蒂巴尔县。

## 人口

1962-2008年间埃莱特人口变化图示

埃莱特于2022年1月1日时的人口数量为751人。